# Clientis Bank Oberaargau
Die Clientis Bank Oberaargau ist eine im bernischen Verwaltungskreis Oberaargau verankerte Schweizer Regionalbank mit Sitz in Huttwil.
Neben ihrem Hauptsitz verfügt die Bank über vier Geschäftsstellen sowie vier Cash Direct Standorte.
Ihr Tätigkeitsgebiet liegt traditionell in den Bereichen Hypothekarfinanzierungen, Zahlen, Anlegen und Vorsorge, Private Banking sowie Bankgeschäfte mit kleinen und mittleren Unternehmen.
1876 wurde das Vorgängerunternehmen Spar- und Leihkasse Huttwil gegründet. Am 11. März 1950 genehmigte die Versammlung der Aktionäre die Umbenennung in Bank in Huttwil. Im Jahr 1992 übernahm sie die Ersparniskasse Huttwil, der 2002 die Übernahme der Spar- und Leihkasse Melchnau folgte. 2003 trat die Bank in Huttwil zum Clientis Vertragskonzern bei. Sieben Jahre später stimmte die Generalversammlung dem Antrag auf eine Namensänderung mit 95,7 % zu. Die Clientis Bank Huttwil erhielt ihren aktuellen Namen Clientis Bank Oberaargau.
Die Clientis Bank Oberaargau ist als selbständige Regionalbank der Entris Holding AG angeschlossen. Innerhalb der Entris Holding AG gehört sie zur Teilgruppierung der Clientis Banken.